# 탕칵

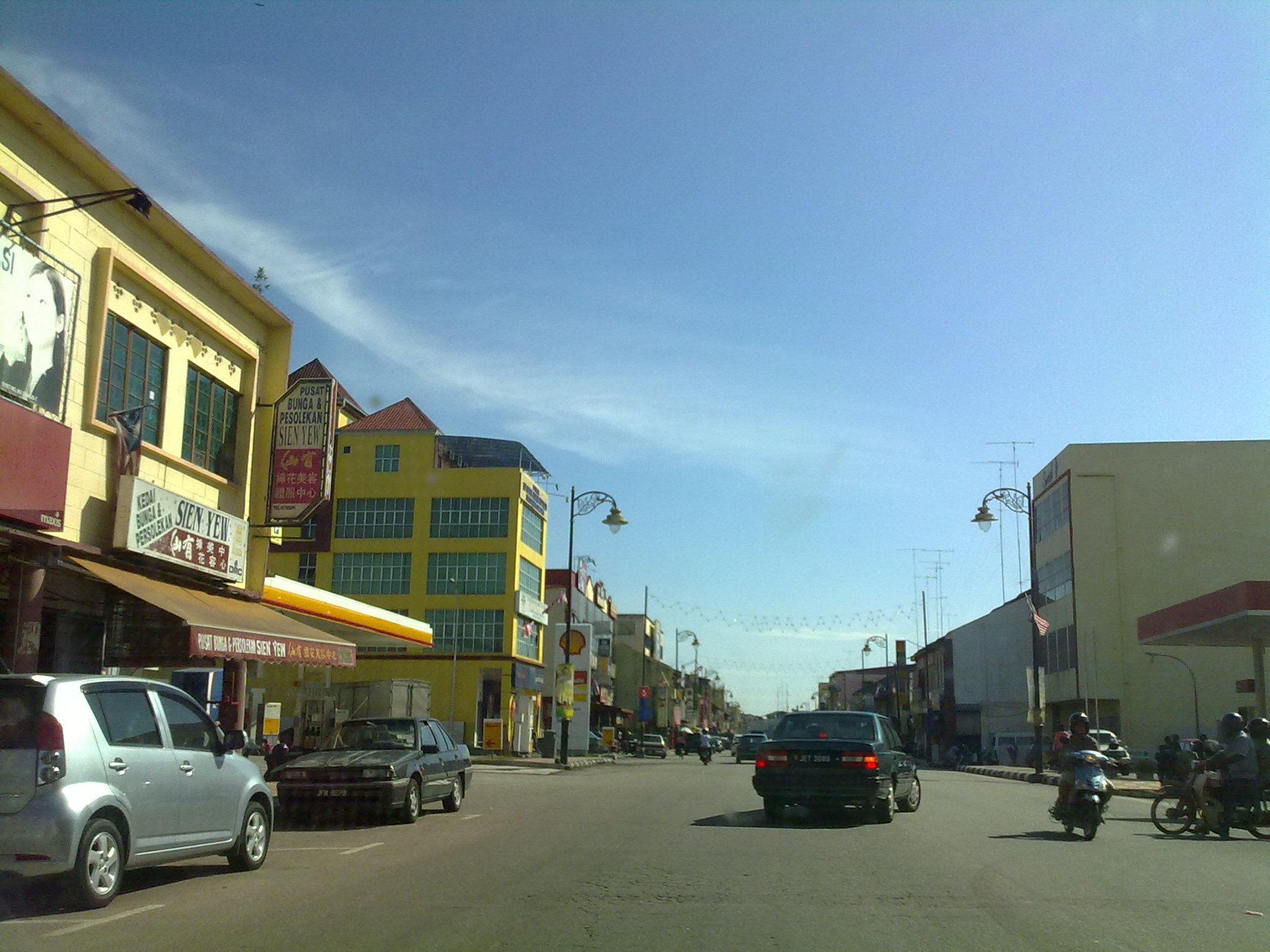
탕칵

탕칵(Tangkak, 东甲)은 말레이시아 조호르주(Johor, 柔佛) 레당(Ledang)의 중심지(镇)이다. 인구는 약 4만 명이다. 말라카(Melaka) 주에 인접하여 자동차로 한 시간 내에 도착할 수 있다. 옷감으로 유명하며("Fabric Town" or "Syurga Kain")，명승지와 금산(金山)폭포가 있다. Gunung Ledang(Mount Ophir)는 조호르 주에서 가장 높은 산으로 탕칵 중심지에서 17km 떨어져 있다. 음식으로는 牛腩面과 豆沙饼이 유명하다.

## 인쁘라
경찰서(Police District Headquarters)와 많은 진료소가 있다(primary health centres). 탕칵 지역 병원(Tangkak District Hospital)은 말라카 의대(Melaka Manipal Medical College) 역할도 하고 있다.

## 음식
소고기면(beef noodles)과 치킨 라이스(chicken rice)가 유명하다.
- Chik Kut Teh, chicken version of Bak Kut Teh (a Chinese [[pork dish consisting of oily fried noodles)
- roti canai
- Sate nazar
- Nasi lemak
- Red source noodles
- Mee Bandung
- Asam pedas
- soto pak ali